# Lehmikari (ö i Lappland)
Lehmikari är en ö i Finland. Den ligger i sjön Varejärvi och i kommunen Torneå i den ekonomiska regionen  Kemi-Torneå  och landskapet Lappland, i den norra delen av landet, 700 km norr om huvudstaden Helsingfors. Öns största längd är 110 meter i nord-sydlig riktning.